# Lovac na talente
Lovac na talente (engleski Casting agent) je osoba koja pronalazi i bira glumce za filmove ili kazališne predstave.  Po potrebi organizira i njihove probne nastupe kako bi uvidjela koji od njih ima najbolje sposobnosti za određenu ulogu.